# Asiatech
La Asiatech era un'azienda attiva come fornitore di motori in Formula 1 nelle stagioni 2001 e 2002. 

## Storia

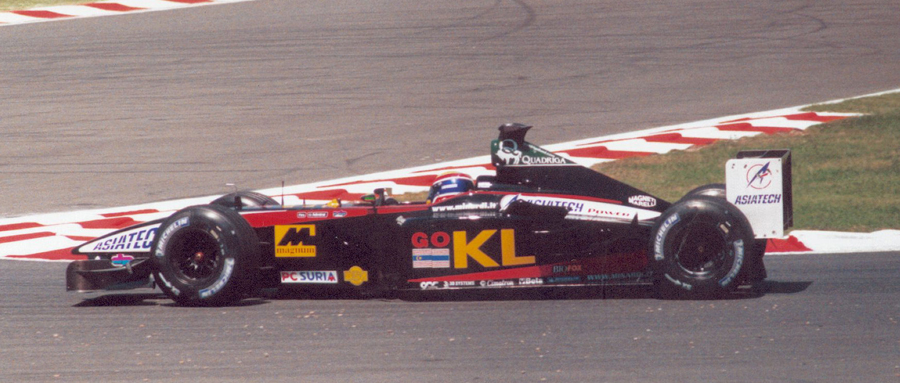
La Minardi PS02 spinta da motore Asiatech.

Alla fine del campionato mondiale di Formula 1 2000 la Peugeot decise di interrompere il proprio programma di sviluppo di motori per la Formula 1. Le strutture furono acquistate dalla Asia Motor Technology, una compagnia fondata da diversi investitori asiatici tra i quali figuravano anche Hideo Morita, figlio del fondatore della Sony Akio Morita, e la Yamazaki Mazak. Come direttore tecnico del progetto fu assunto l'ingegnere argentino Enrique Scalabroni, già lungamente attivo in Formula 1.
Nel 2000 la Peugeot aveva fornito i propri propulsori alla Prost Grand Prix, che per il 2001 aveva firmato un contratto con la Ferrari. La Asiatech si accordò quindi con la Arrows, equipaggiando gratuitamente il team inglese con dei V10 derivati dai Peugeot della stagione precedente. I risultati furono però al di sotto delle aspettative e per il 2002 la scuderia inglese non confermò il rapporto con la Asiatech, passando ai motori Cosworth nonostante questi ultimi fossero a pagamento. 
La Asiatech si accordò quindi con la Minardi, fornendo anche in questo caso gratuitamente i propri propulsori. Nel corso della stagione 2002 la Asiatech annunciò di aver intenzione di partecipare al Mondiale di Formula 1 2003 o 2004 con una vettura costruita in proprio; Scalabroni progettò un telaio nella vecchia sede della Williams a Didcot, dove fu costruito anche un modellino testato in galleria del vento, ma il progetto si arrestò per mancanza di fondi. Rimasta senza clienti per il 2003, nel novembre 2002 la Asiatech chiuse i battenti. I beni della società furono messi in vendita all'asta nel febbraio 2003.

## Risultati completi in Formula 1
(legenda)
| Stagione | Scuderia               | Telaio       | Motore       | Pneumatici | Piloti           | 1   | 2   | 3   | 4   | 5   | 6   | 7   | 8   | 9   | 10  | 11  | 12  | 13  | 14  | 15  | 16  | 17  | Pos | Punti |
| -------- | ---------------------- | ------------ | ------------ | ---------- | ---------------- | --- | --- | --- | --- | --- | --- | --- | --- | --- | --- | --- | --- | --- | --- | --- | --- | --- | --- | ----- |
| 2001     | Orange Arrows Asiatech | Arrows A22   | 001 3.0 V10  | B          |                  | AUS | MAL | BRA | SMR | SPA | AUT | MON | CAN | EUR | FRA | GBR | GER | HUN | BEL | ITA | USA | JPN | 10º | 1     |
| 2001     | Orange Arrows Asiatech | Arrows A22   | 001 3.0 V10  | B          | Jos Verstappen   | 10  | 7   | Rit | Rit | 12  | 6   | 8   | 10  | Rit | 13  | 10  | 9   | 12  | 10  | Rit | Ret | 15  | 10º | 1     |
| 2001     | Orange Arrows Asiatech | Arrows A22   | 001 3.0 V10  | B          | Enrique Bernoldi | Rit | Rit | Rit | 10  | Rit | Rit | 9   | Rit | Rit | Rit | 14  | 8   | Rit | 12  | Rit | 13  | 14  | 10º | 1     |
| 2002     | KL Minardi Asiatech    | Minardi PS02 | AT02 3.0 V10 | M          |                  | AUS | MAL | BRA | SMR | SPA | AUT | MON | CAN | EUR | GBR | FRA | GER | HUN | BEL | ITA | USA | JPN | 9º  | 2     |
| 2002     | KL Minardi Asiatech    | Minardi PS02 | AT02 3.0 V10 | M          | Alex Yoong       | 7   | Rit | 13  | NQ  | WD  | Rit | Rit | 14  | Rit | NQ  | 10  | NQ  |     |     | 13  | Rit | Rit | 9º  | 2     |
| 2002     | KL Minardi Asiatech    | Minardi PS02 | AT02 3.0 V10 | M          | Anthony Davidson |     |     |     |     |     |     |     |     |     |     |     |     | Rit | Rit |     |     |     | 9º  | 2     |
| 2002     | KL Minardi Asiatech    | Minardi PS02 | AT02 3.0 V10 | M          | Mark Webber      | 5   | Rit | 11  | 11  | WD  | 12  | 11  | 11  | 15  | Rit | 8   | Rit | 16  | Rit | Rit | Rit | 10  | 9º  | 2     |